# Niemież
Niemież (lit. Nemėžis) – wieś w okręgu wileńskim, w rejonie wileńskim. Siedziba gminy Niemież. 

## Historia
Niemież i okolice były własnością wielkich książąt litewskich. Witold miał w Niemieży zamek, który istniał jeszcze w XVI wieku. W 1397 Witold osiedlił w okolicy zamku Tatarów, których wziął do niewoli nad Donem. 
Następnie Niemież stała się częścią ekonomii wileńskiej i trafiła pod zarząd wojewodów wileńskich. W roku 1656 zawarto rozejm w Niemieży. W 1794 od Michała Kleofasa Ogińskiego dobra te kupił Robert Brzostowski (kasztelan połocki). Później ich właścicielem był Ferdynand Plater, a od 1828 Benedykt Tyszkiewicz. Tyszkiewiczowie posiadali Niemież do 1914. Ostatnim właścicielem był Michał Bochwic, inżynier kolejnictwa, który kupił Niemież od Tyszkiewiczów.
Pod zaborami wieś i okolica szlachecka; w II Rzeczypospolitej majątek ziemski, okolica szlachecka i parcele. W XIX i w początkach XX w. położona była w Rosji, w guberni wileńskiej, w powiecie wileńskim, w gminie Rudomino. Stanowiła siedzibę okręgu wiejskiego. Po I wojnie światowej pod administracją polską, w Zarządzie Cywilnym Ziem Wschodnich. W latach 1920–1922 w składzie Litwy Środkowej.
Od 11 kwietnia 1922 leżała w Polsce, w województwie wileńskim, w powiecie wileńsko-trockim, w gminie Rudomino. W 1931 miejscowość liczyła:
- majątek – 48 mieszkańców, zamieszkałych w 2 budynkach,
- okolica – 432 mieszkańców, zamieszkałych w 79 budynkach,
- parcele – 50 mieszkańców, zamieszkałych w 7 budynkach[4].

Po II wojnie światowej w granicach Związku Sowieckiego. Od 1991 na niepodległej Litwie.

## Zabytki
- meczet - zbudowany z drewna w 1909
- zespół pałacowy z XIX wieku[2]

## Religia
Znajdują się tutaj kościół rzymskokatolicki parafii św. Rafała Kalinowskiego w Niemieży oraz meczet.